# Ayoub Mohamed Farhi
 (décembre 2018).
Si vous disposez d'ouvrages ou d'articles de référence ou si vous connaissez des sites web de qualité traitant du thème abordé ici, merci de compléter l'article en donnant les références utiles à sa vérifiabilité et en les liant à la section « Notes et références ».
Pour les articles homonymes, voir Farhi.
Ayoub Mohamed Farhi est un footballeur algérien né le 25 mai 1992 à Chlef. Il évolue au poste d'attaquant à l'ASM Oran.

## Biographie
Avec l'équipe de l'ASO Chlef, il joue 31 matchs en première division algérienne, inscrivant cinq buts. Le 9 mars 2013, il est l'auteur d'un doublé en championnat contre le club du WA Tlemcen.

## Palmarès
- Accession en Ligue 2 en 2016 avec l'US Biskra.